# بانک ویژایا
بانک ویژایا (انگلیسی: Vijaya Bank) شرکت خدمات مالی و بانکداری هندی است، که در سال ۱۹۳۱ تأسیس شد.